# Hippodamia convergens
la mariquita convergente (Hippodamia convergens) es una especie de coleóptero cucujoideo de la familia Coccinellidae. Es nativa de Norteamérica, donde se encuentra en todo el territorio. Ha sido introducida a Sudamérica con el fin de realizar un control biológico contra los áfidos, de los que es depredadora.

## Descripción
Su forma es más alargada que la de otras especies de mariquitas. Las hembras miden alrededor de 7 mm de longitud, los machos unos 6 mm. Los élitros son de color rojo con puntos negros, en número variable (13 como máximo). En la cabeza tiene un llamativo dibujo en blanco y negro al que debe su nombre: dos rayas que convergen.
Como otras especies de mariquita, su presa más frecuente son los áfidos o pulgones, con cuyo ciclo vital está relacionado el suyo propio. Por lo general hay dos generaciones al año. Cada hembra pone entre 200 y 1000 huevos en grupos de 10 a 30, en lugares estratégicos donde las larvas puedan acceder a alimento recién nacidas. Las larvas son alargadas y negras al nacer, y con el tiempo adquieren una coloración naranja. Cuando alcanzan los 7 mm, pasan a la fase de pupa. Esta dura unos 12 días, para después transformarse en adultas.

## Biología

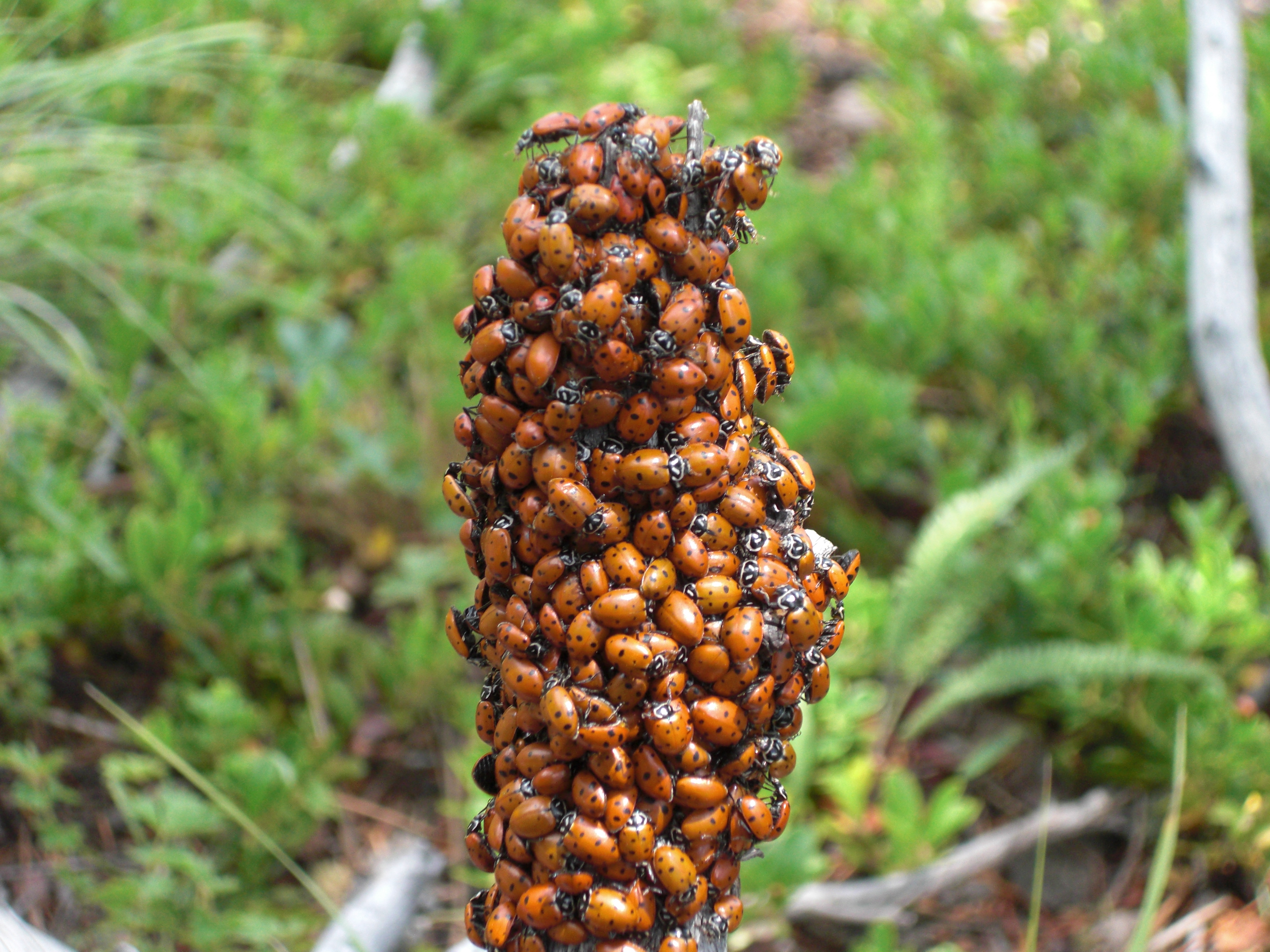
Agrupación invernal

En el oeste de los Estados Unidos los adultos pasan una diapausa de nueve meses en grandes grupos en los valles de las montañas y sin alimento de áfidos. En la primavera migran hacia lugares con abundancia de alimento, donde depositan sus huevos. Este movimiento migratorio puede ser sumamente numeroso.

## Taxonomía
Hippodamia convergens fue descrita en 1842 por Félix Édouard Guérin-Méneville.

### Etimología
Hippodamia: nombre genérico dado por Hipodamía, una figura de la mitología griega
convergens: epíteto latino que significa «convergente» y se refiere al diseño del dorso